# 페르한 하사니
페르한 하사니(마케도니아어:  Ферхан Хасани, 1990년 6월 18일 ~)는 북마케도니아의 축구 선수이다.